# Adenium
Adenium é um gênero de planta com flor na família Apocynum, Apocynaceae, descrita pela primeira vez como gênero em 1819. É nativa da África e Península Arábica.
No Brasil é uma planta de uso ornamental muito comum, sendo popularmente conhecida pela denominação rosa do deserto.

## Cultivo e usos
Adenium obesum é cultivada como uma planta doméstica e decorativa em regiões temperadas. A Rosa do Deserto ou Adenium deve ser regada, mas não deve ser mantida em terra ou substratos encharcados e se faz altamente recomendável o uso de substratos de alto poder de drenagem, como por exemplo, substrato de fundo de rio, a Rosa do deserto deve ser cultivada em vasos e ambientes ensolarados com temperatura mínima de 10 graus. A Rosa do deserto tem plantios semelhantes aos cactos e como o próprio nome sugere se adapta muito bem a exposições a climas de baixa umidade. Numerosos híbridos foram desenvolvidos, são plantas apreciadas por suas flores coloridas e cáudices grossos e incomuns. Podem ser cultivados por muitos anos em um vaso e são comumente usados para bonsai.
Porque as plantas cultivadas por sementes não são geneticamente idênticas à planta mãe, as variedades desejáveis são comumente propagadas por enxertia. As plantas geneticamente idênticas também podem ser propagadas por corte. No entanto, as plantas cultivadas por corte tendem a não desenvolver o caudex espesso desejável tão rapidamente quanto as plantas obtidas das sementes.
A  seiva do Adenium boehmianum, A. multiflorum e do A. obesum contém glicosídeo cardíaco tóxico e é usado como veneno para as flechas em toda a África para caçar grandes animais.

## Espécies
O gênero Adenium possui 5 espécies reconhecidas atualmente.
1. Adenium arabicum Balf.f. = Adenium obesum
2. Adenium boehmianum Schinz
3. Adenium multiflorum Klotzsch.
4. Adenium obesum (Forssk.) Roem. & Schult.
5. Adenium oleifolium Stapf
6. Adenium swazicum Stapf[7]

Anteriormente colocado aqui
- Pachypodium namaquanum (Wyley ex Harv.) Welw. (como A. namaquanum Wyley ex Harv.)[7]

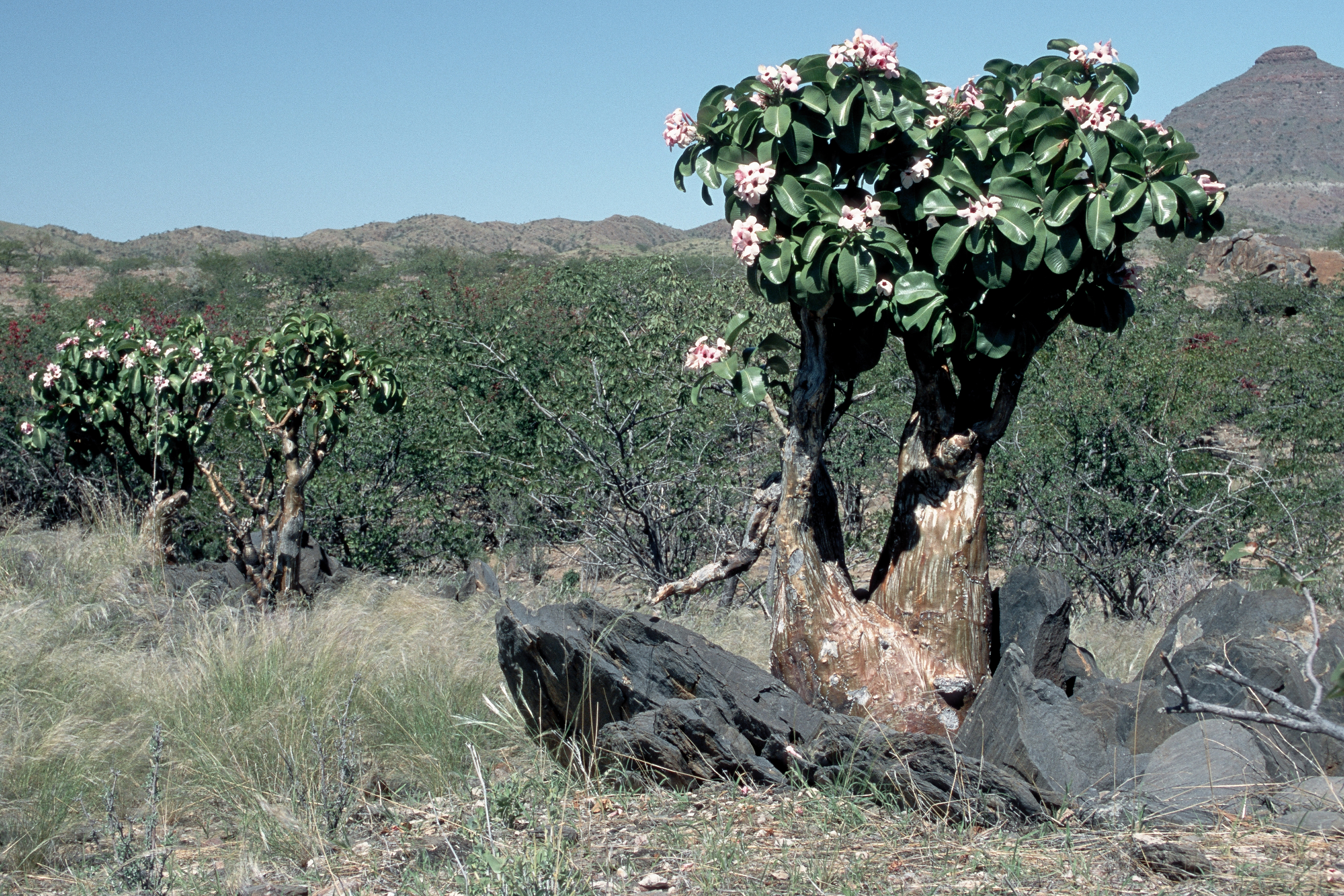
Adenium boehmianum
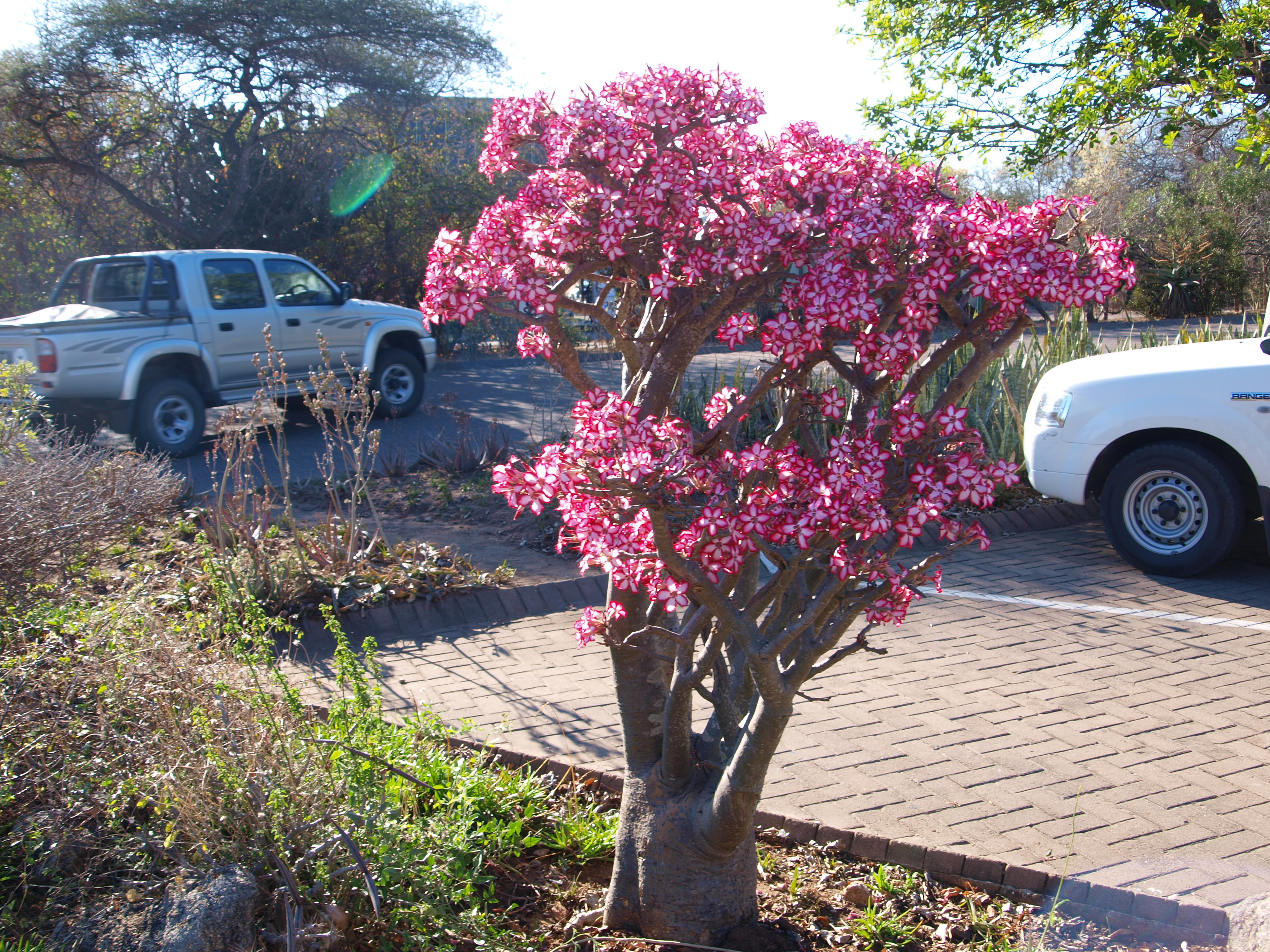
Adenium multiflorum
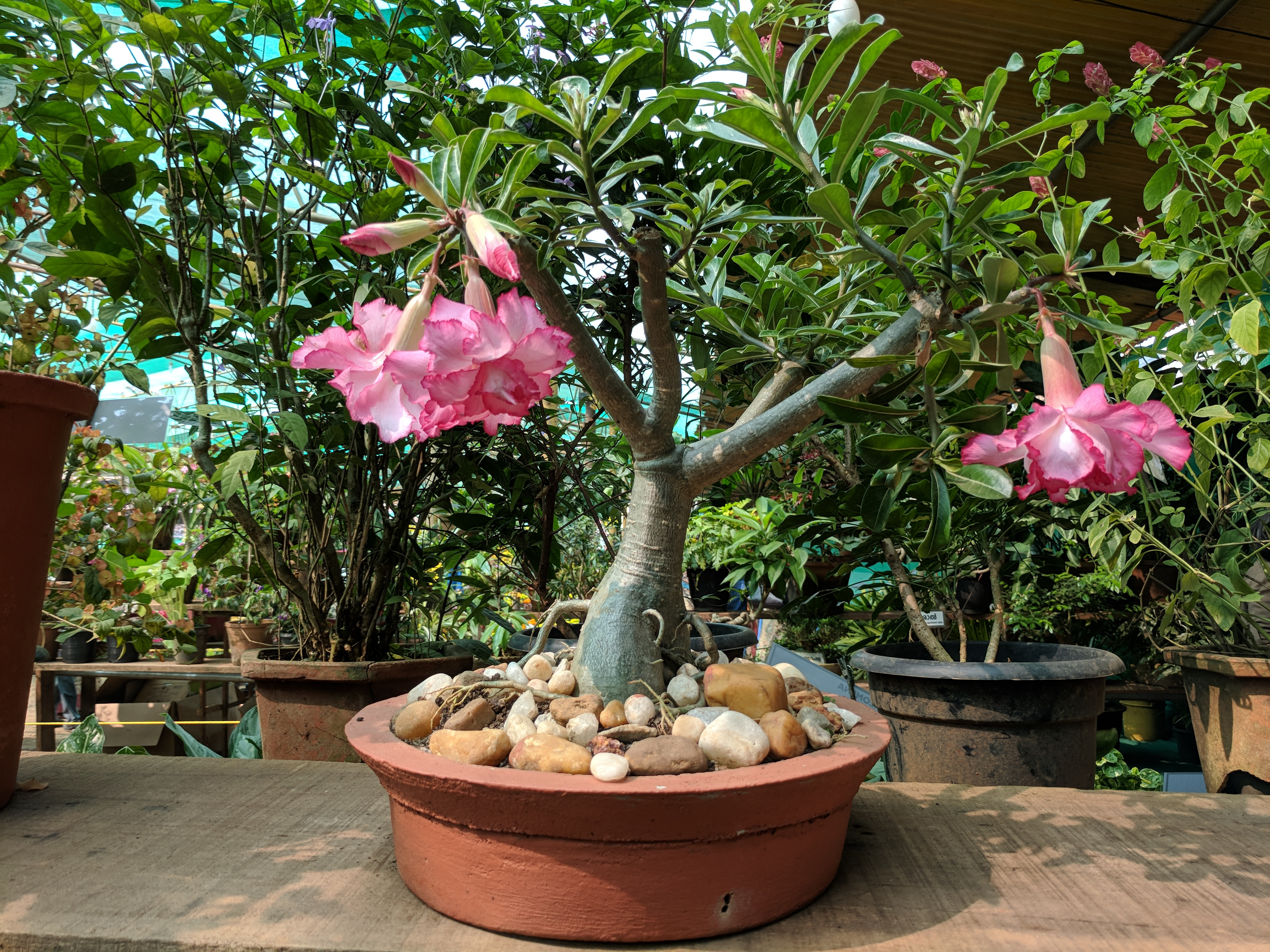
Adenium obesum
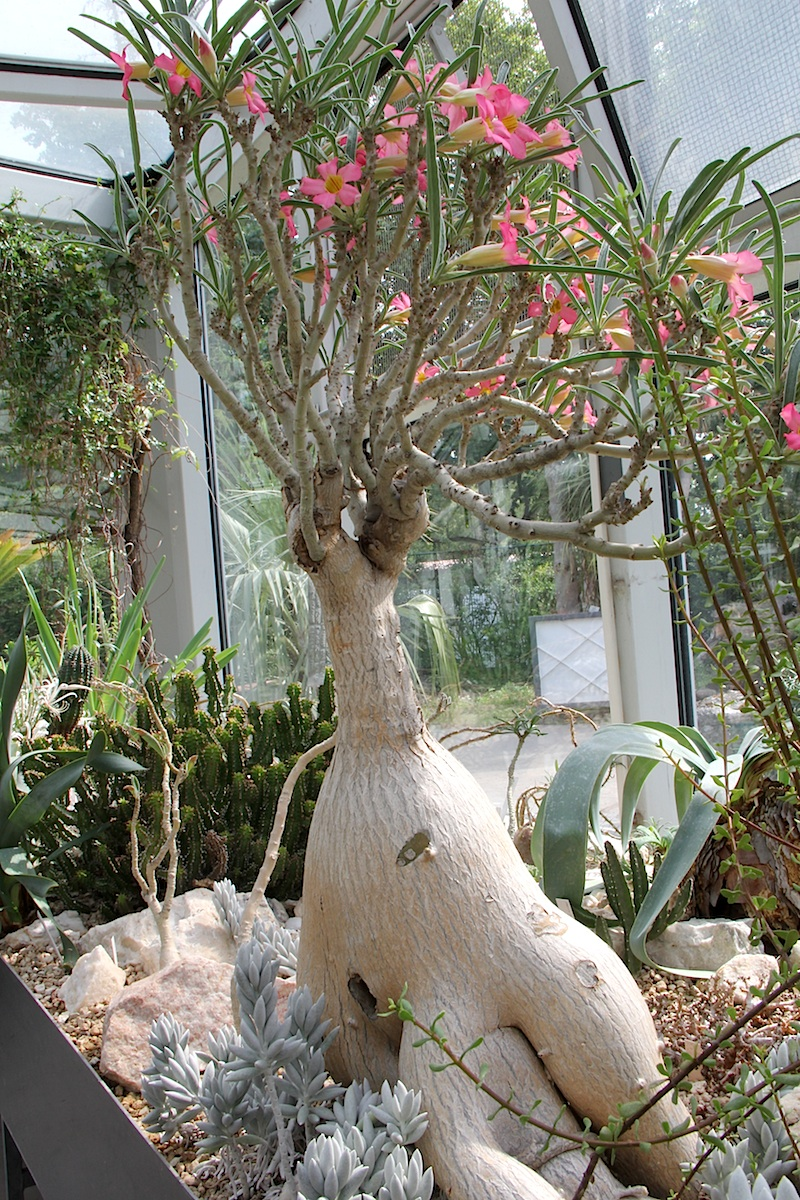
Adenium oleifolium
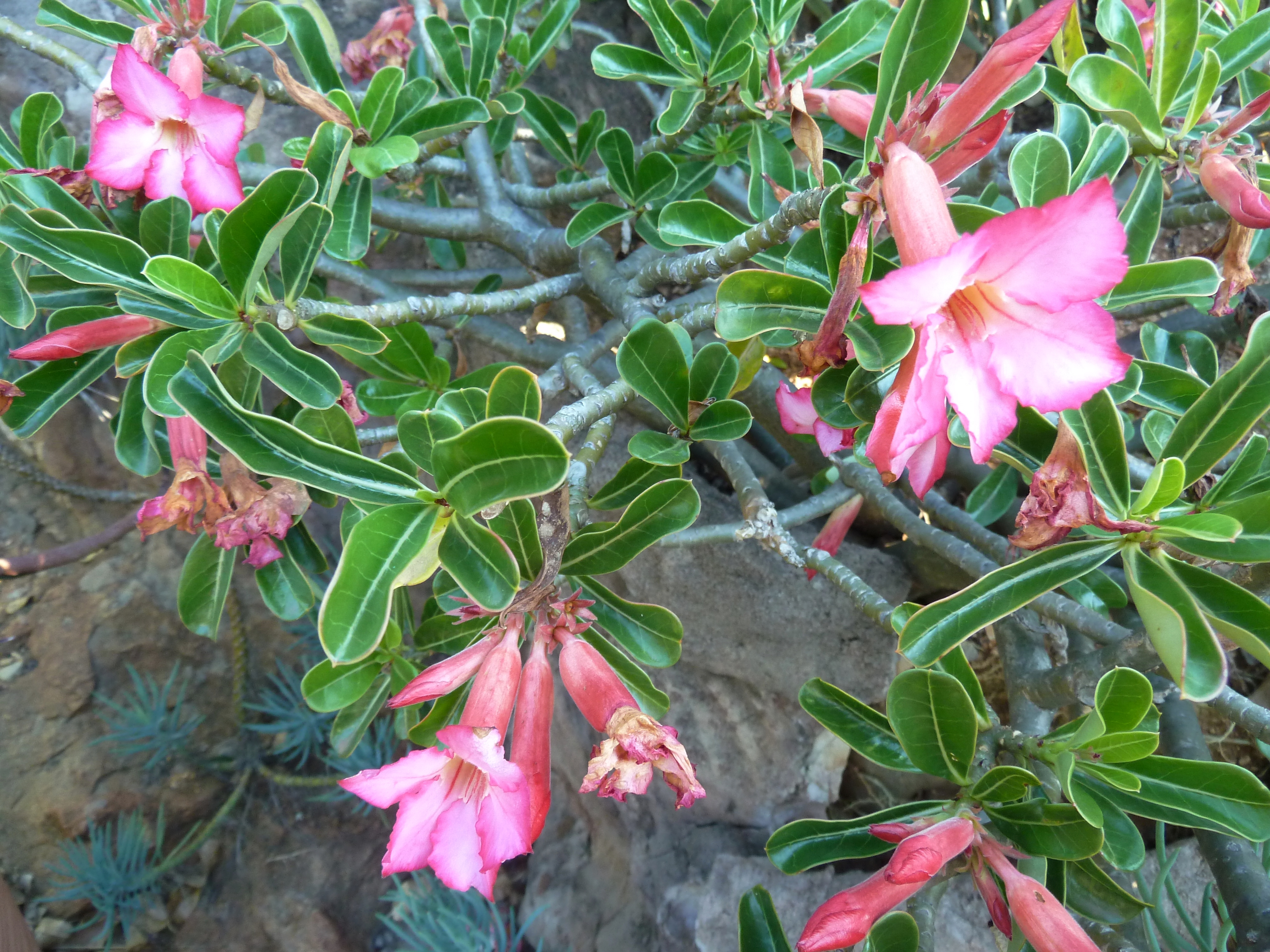
Adenium swazicum